# Museo Nacional de la Estampa
El Museo Nacional de la Estampa (Munae) se encuentra ubicado en la Plaza de la Santa Veracruz en el Centro Histórico de la Ciudad de México. Presenta exposiciones temporales referentes a la estampa y resguarda el acervo nacional de gráfica, conformado por obra de artistas nacionales e internacionales, principalmente del  siglo XX y XXI.

## Historia
El Museo Nacional de la Estampa (MUNAE) fue fundado en 1986, el edificio data de los últimos años del siglo XIX. El inmueble se cimentó sobre el cementerio atrial de la Parroquia de la Santa Veracruz, una de las primeras parroquias de la Ciudad de México.

## Colección
El museo resguarda el acervo de estampa más grande en México: la colección nacional de estampas (alrededor de 12 000 obras), con obra de artistas como José Guadalupe Posada, José Clemente Orozco, David Alfaro Siqueiros, Leopoldo Méndez, Mario Benedetti e Ilya Kabakov, mostrando así tanto la tradición en la estampa mexicana como de otros países.

## Actualidad
El MUNAE se ha ocupado de atender el estudio y reflexión acerca de los procesos de estampación como parte fundamental del desarrollo artístico y cultural de la sociedad en su conjunto. En este sentido, la estampa es entendida como un arte visual cuya particularidad es su carácter múltiple y reproductible. Y es esta visión de original reproductible, la que se encuentra en el centro de las investigaciones curatoriales del recinto. La vocación del museo es conservar, documentar, investigar, transmitir y exponer, con fines de estudio, educación y recreo, la Colección Nacional de Estampas, un acervo que reúne obras de arte universal. 
Una de las principales preocupaciones del MUNAE ha sido adaptarse al nuevo papel de los museos, y su contacto con la sociedad, por lo cual día con día busca mantener un diálogo con los artistas, investigadores, críticos, teóricos, coleccionistas, pero particularmente con el público. Por este motivo, sus exposiciones responden a este criterio, por lo cual combina la muestra de obras de su acervo, junto con la presentación de las más diversas colecciones de estampas de México y del extranjero (en las cuales se han expuesto obras desde el siglo XVII hasta las nuevas tecnologías). 
El MUNAE cuenta con Taller de Iniciación a la Estampa y el Taller de Gráfica Móvil, en donde se abordan los procesos y herramientas para el grabado y el estampado enfocado a todas las edades y públicos diversos.